# 科納哲克
科納哲克是土耳其的城鎮，位於該國西南部，距離博德魯姆5公里，由穆拉省負責管轄，海拔高度85米，該鎮北面有利利格人（Leleges）居住的遺址，2011年人口11,104。